# Svobodni (Adigueya)
Svobodni (del ruso: Свободный) es un pueblo (posiólok) del raión de Krasnogvardéiskoye en la república de Adiguesia de Rusia. Está situado 6 km al norte de Krasnogvardéiskoye y 76 km al noroeste de Maikop, la capital de la república. Tenía 8 habitantes en 2010
Pertenece al municipio de Jatukái.

## Historia
El posiólok se halla en el emplazamiento del jútor Peze-de-Korval por el apellido de la baronesa A. I. Peze-de-Korval, en tierras de la cual se formó la granja. Según el censo del raión Preobazhenski de 1926 tenía 98 habitantes. Aunque su nombre ya se halla en una lista de localidades habitadas en el Kubán registrada en 1882 e impresa en Tíflis en 1885, se da por fecha oficial de fundación de la localidad el año 1902. Fue seriamente afectado por las inundaciones de 2002, por lo que la mayor parte de la población fue realojada en Jatukái.